# میخائیل چیپورین
میخائیل چیپورین (روسی: Михаил Алексеевич Чипурин؛ زادهٔ ۱۷ نوامبر ۱۹۸۰) بازیکن هندبال اهل روسیه است.